# BYD Dolphin
Der BYD Dolphin ist ein batterieelektrisch angetriebener Kleinwagen des chinesischen Automobilherstellers BYD Auto.

## Geschichte
Im April 2021 wurde das Fahrzeug als seriennahe Studie BYD EA1 auf der Shanghai Auto Show vorgestellt. Im Juni 2021 debütierte das Serienmodell. Seit August 2021 wird der Dolphin auf dem chinesischen Heimatmarkt verkauft.
Seit Juni 2023 ist der Dolphin in Europa und Brasilien bestellbar. Der europäische Dolphin ist mit 4290 mm Länge rund 20 Zentimeter länger als die in China verkaufte Version. Dieser Zuwachs kommt durch größere Stoßstangen zu Stande. Höhe, Breite und Radstand entsprechen hingegen der China-Version. Die Auslieferungen in Europa begannen im Oktober 2023.
Eine überarbeitete Version des Dolphin wurde im Dezember 2024 präsentiert. Sie kam zunächst im März 2025 in China in den Handel, wobei hier das Fahrzeug fortan in etwa so lang ist wie in Europa.
Entworfen wurde der Dolphin von Wolfgang Egger.

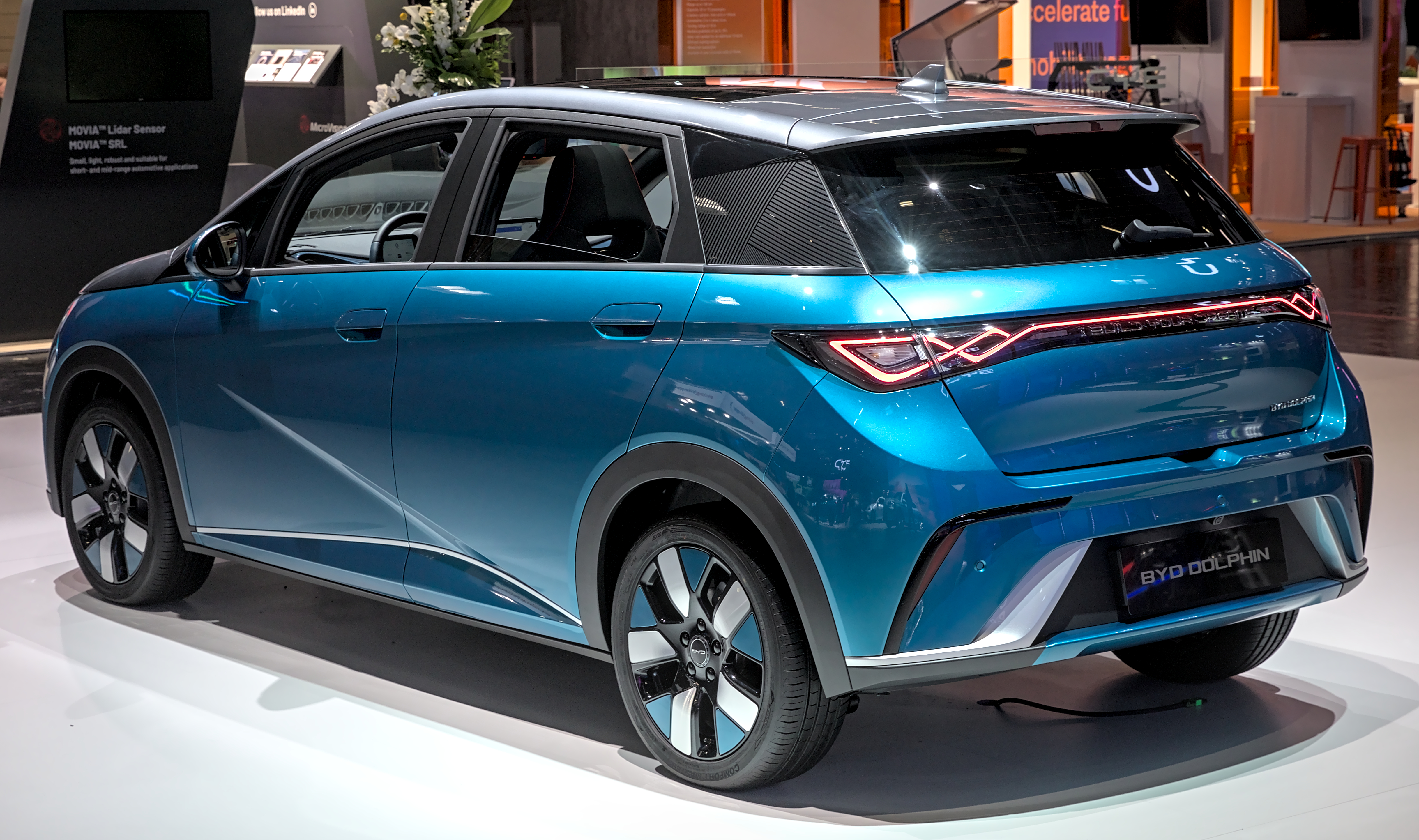
Heckansicht
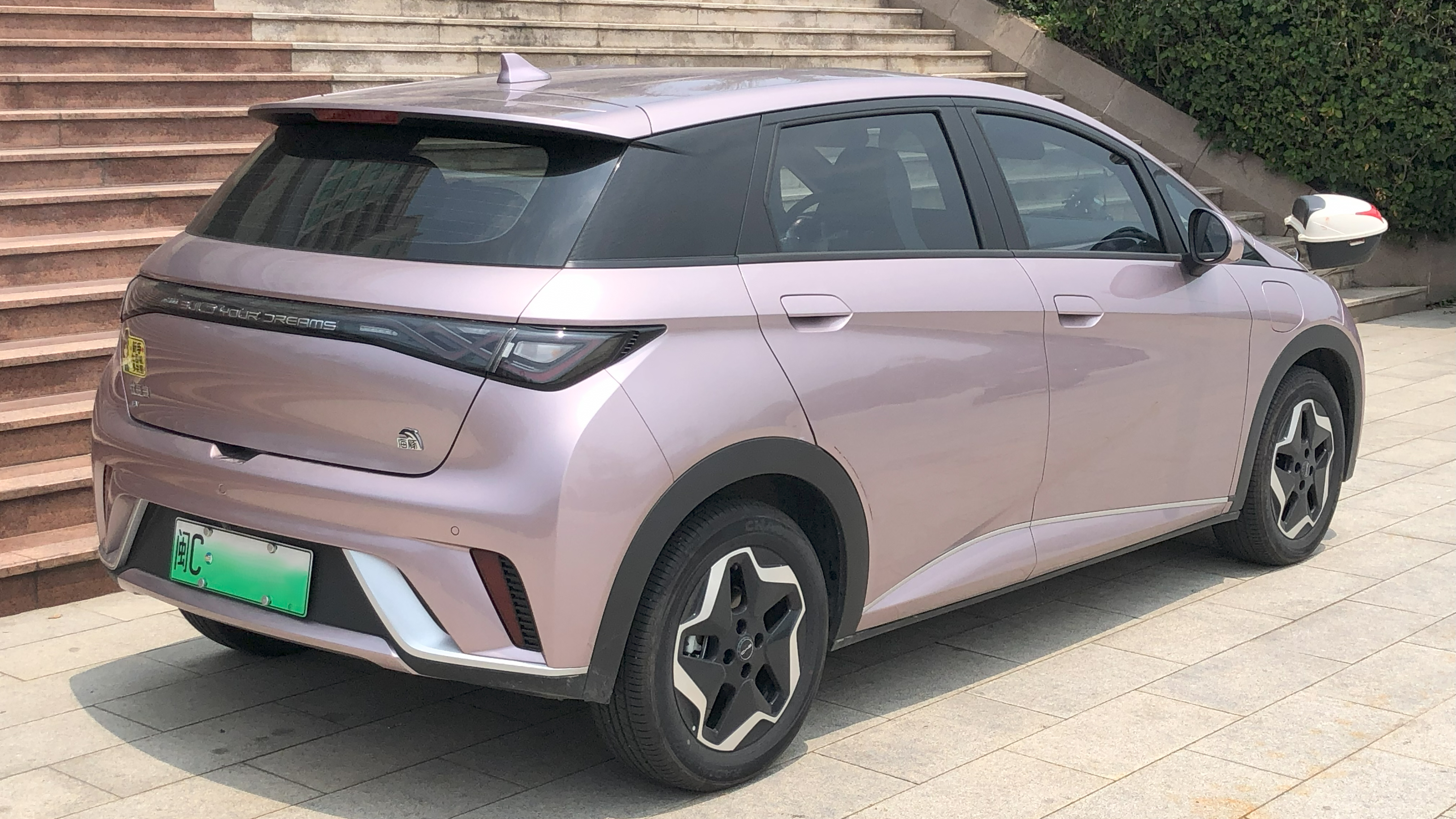
Heckansicht (China)
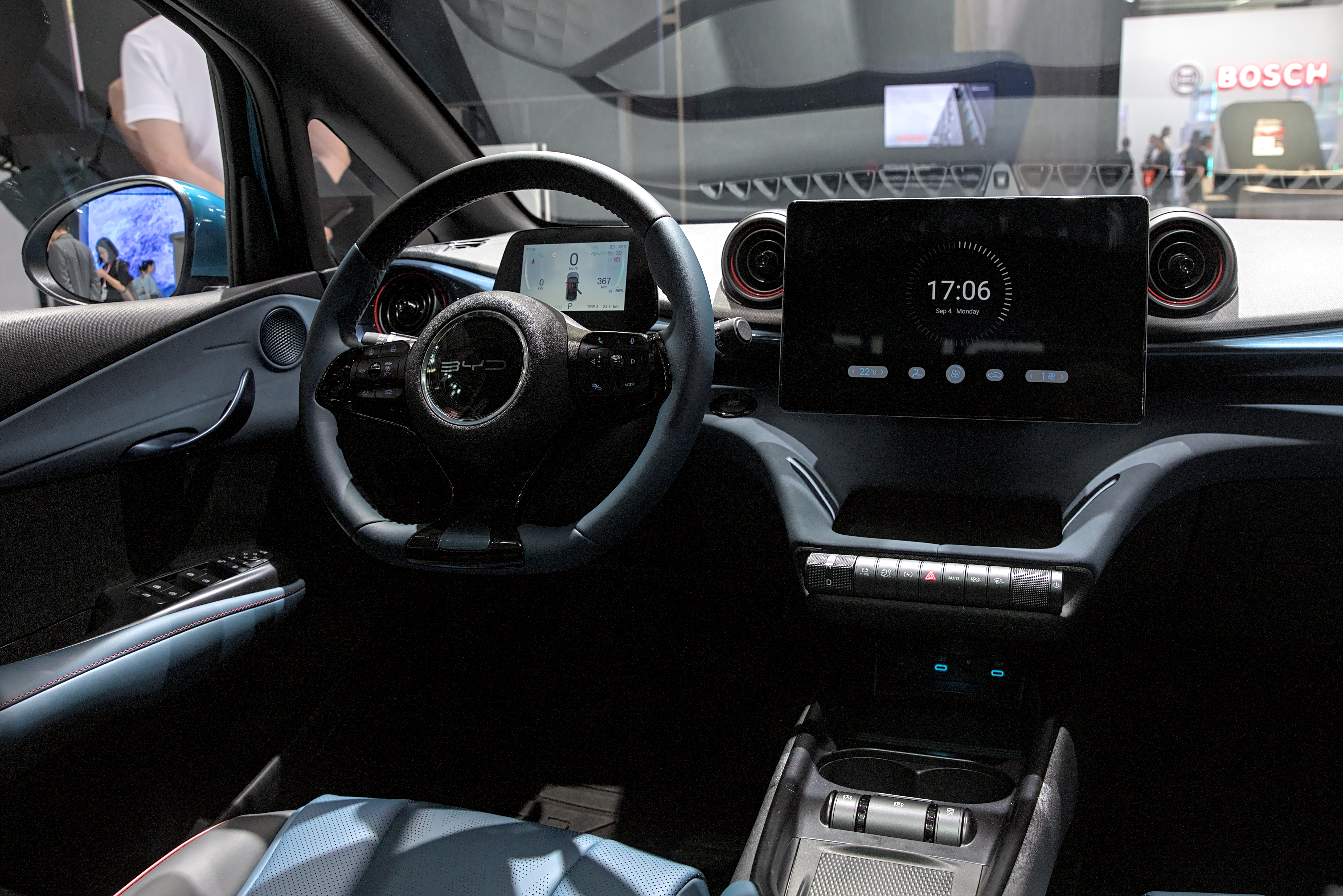
Innenansicht
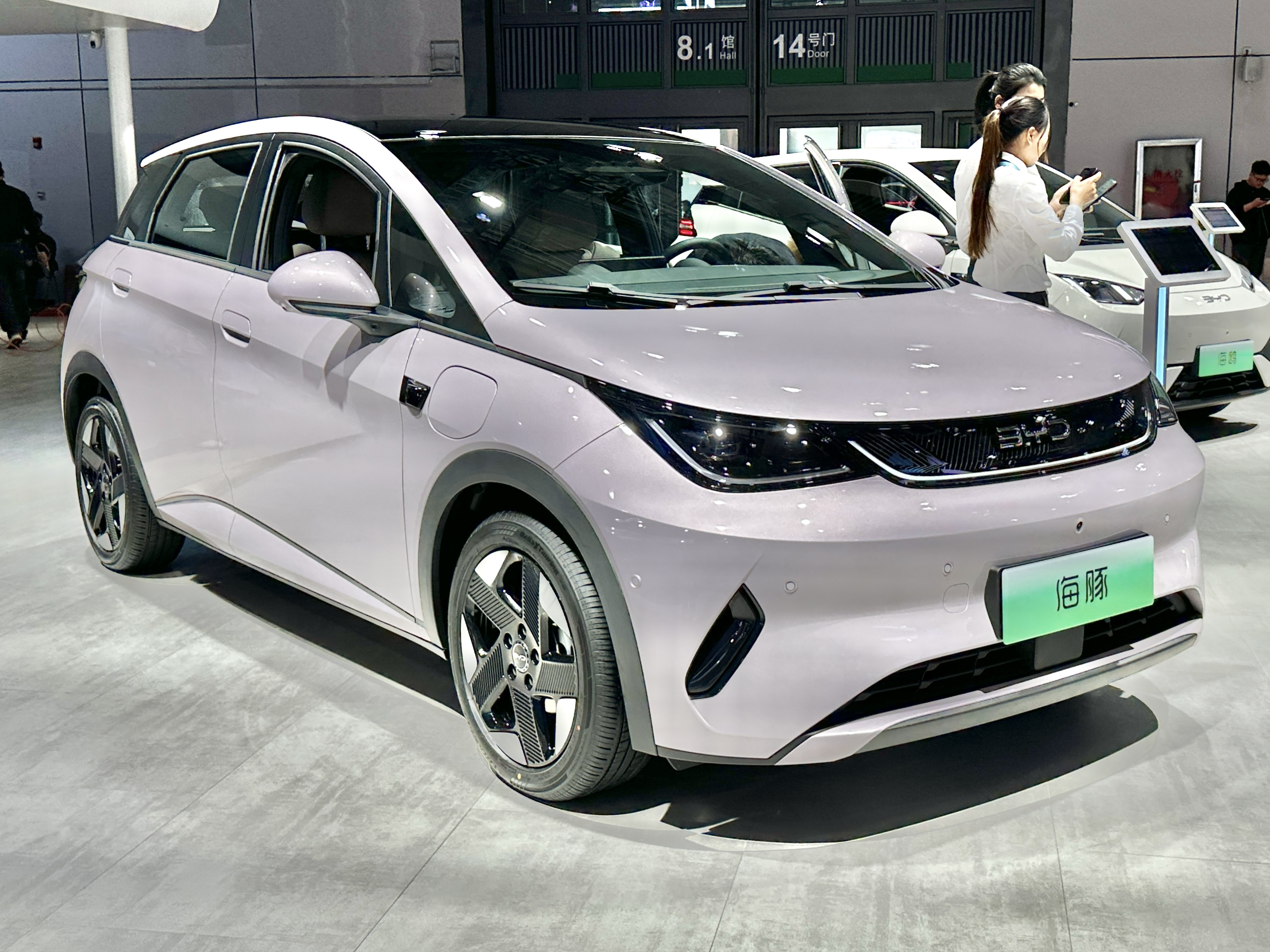
BYD Dolphin, Facelift
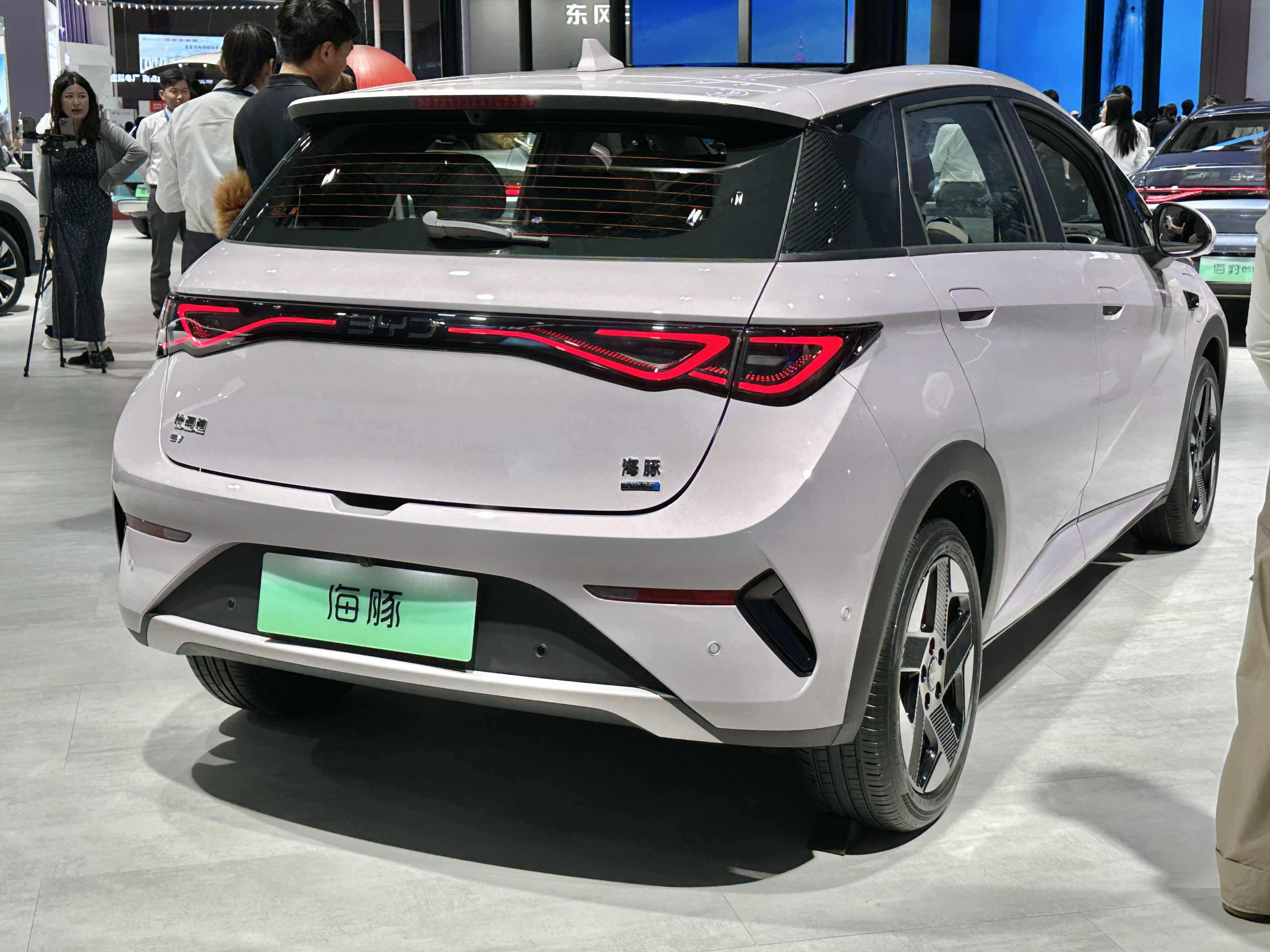
Heckansicht
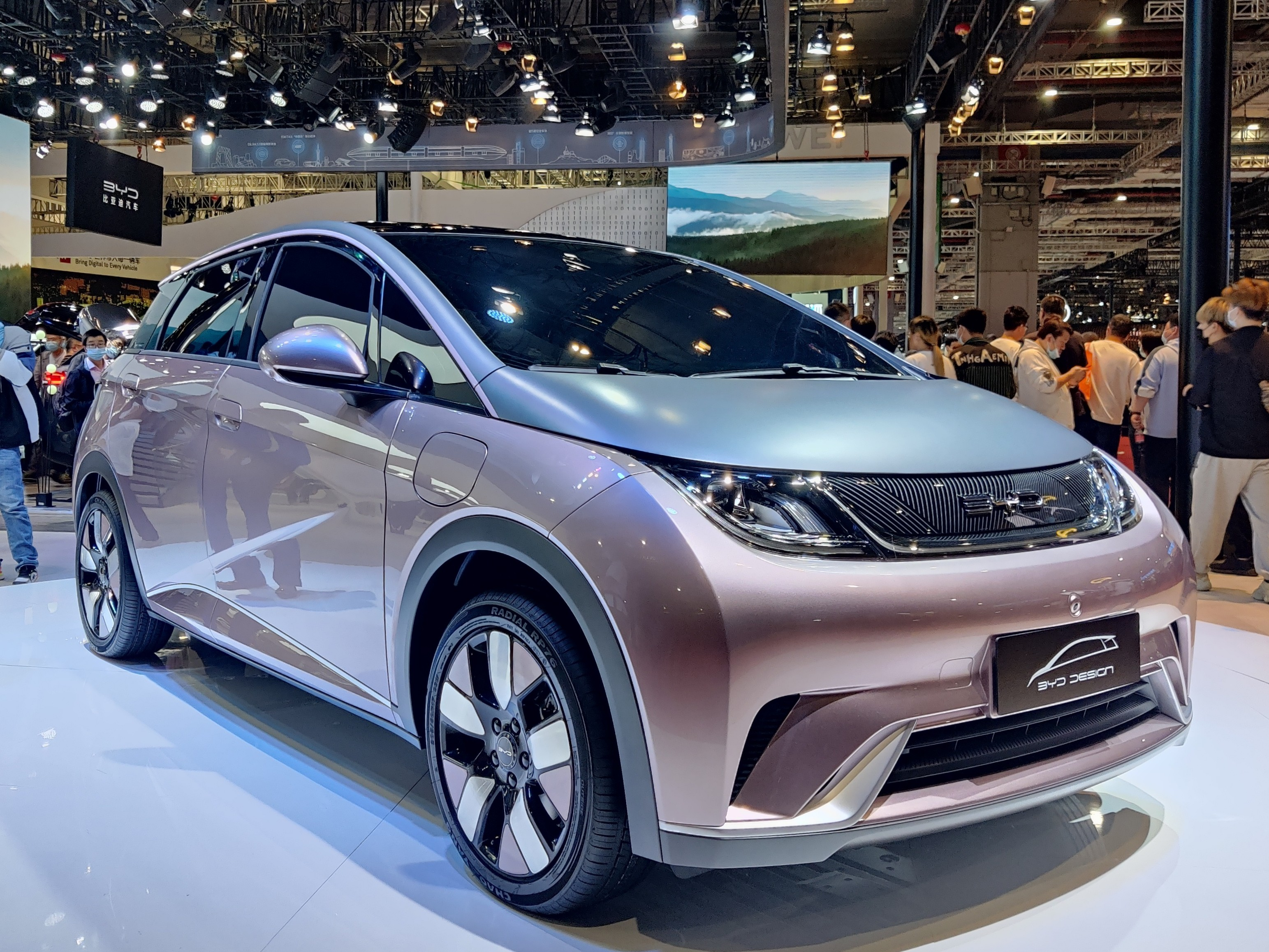
BYD EA1 auf der Shanghai Auto Show 2021

## Sicherheit
Im Herbst 2023 wurde der Dolphin vom Euro NCAP auf die Fahrzeugsicherheit getestet. Er erhielt fünf von fünf möglichen Sternen.

## Technik und Ausstattung

### Antrieb
Der Dolphin basiert auf der Plattform e-Platform 3.0, die ausschließlich für Elektroautos entwickelt wurde. Er wird durch einen Permanentmagnet-Synchronmotor auf der Vorderachse angetrieben. Es gibt drei Leistungsvarianten. In der höchsten Variante beträgt die Leistung 150 kW (204 PS). Die Höchstgeschwindigkeit wird mit 150 bzw. 160 km/h angegeben. Das Topmodell soll in 7 Sekunden von 0 auf 100 km/h beschleunigen.

### Antriebsbatterie und Reichweite
Die Antriebsbatterie ist ein Lithium-Eisenphosphat-Akkumulator in drei verschiedenen Größen. Die größte Batterievariante hat einen Energieinhalt von 60,4 kWh und ermöglicht eine WLTP-Reichweite von über 420 km. Der Antriebsstrang stammt dabei aus dem BYD Atto 3. Der Dolphin nutzt wie der BYD Atto 3 eine 400-Volt-Architektur, die genutzte E-Plattform 3.0 kann aber auch 800 V unterstützen, dadurch gab es Berichte, wonach der BYD Dolphin mit 800 V kommen würde.

### Ladefähigkeit
Die Antriebsbatterie des Dolphins kann per Wechselstrom und Gleichstrom geladen werden. Die maximale Ladeleistung der Variante mit 44,9-kWh-Akku beträgt 7 kW per Wechselstrom (einphasig) und 60 kW per Gleichstrom. Bei der Variante mit 60,4-kWh-Akku sind es 11 kW per Wechselstrom (dreiphasig) und 88 kW per Gleichstrom.

## Technische Daten
|                                       | Dolphin                                 | Dolphin                                 | Dolphin                                 | Dolphin                                 | Dolphin                                 | Dolphin |
| ------------------------------------- | --------------------------------------- | --------------------------------------- | --------------------------------------- | --------------------------------------- | --------------------------------------- | ------- |
| Name der Variante in Europa           | –                                       | –                                       | Active                                  | Boost                                   | Comfort/Design                          |         |
| Markt                                 | China                                   | China                                   | China, Europa, Brasilien                | China, Europa                           | Europa, Brasilien                       |         |
| Bauzeitraum                           | 08/2021–12/2022                         | 02/2024–07/2024                         | seit 08/2021                            | seit 08/2021                            | seit 06/2023                            |         |
| Motorkenndaten                        |                                         |                                         |                                         |                                         |                                         |         |
| Motorart                              | Permanentmagnet-Synchronmotor           | Permanentmagnet-Synchronmotor           | Permanentmagnet-Synchronmotor           | Permanentmagnet-Synchronmotor           | Permanentmagnet-Synchronmotor           |         |
| max. Leistung bei min−1               | 70 kW (95 PS) / 3714–14.000             | 70 kW (95 PS) / 3714–14.000             | 70 kW (95 PS) / 3714–14.000             | 130 kW (177 PS)                         | 150 kW (204 PS) / 5000–9000             |         |
| max. Drehmoment bei min−1             | 180 Nm / 0–3714                         | 180 Nm / 0–3714                         | 180 Nm / 0–3714                         | 260 Nm                                  | 310 Nm / 0–4433                         |         |
| Kraftübertragung                      |                                         |                                         |                                         |                                         |                                         |         |
| Antrieb                               | Vorderradantrieb                        | Vorderradantrieb                        | Vorderradantrieb                        | Vorderradantrieb                        | Vorderradantrieb                        |         |
| Getriebe                              | Festes Übersetzungsverhältnis           | Festes Übersetzungsverhältnis           | Festes Übersetzungsverhältnis           | Festes Übersetzungsverhältnis           | Festes Übersetzungsverhältnis           |         |
| Antriebsbatterie                      |                                         |                                         |                                         |                                         |                                         |         |
| Zellchemie                            | Lithium-Eisenphosphat-Akkumulator (LFP) | Lithium-Eisenphosphat-Akkumulator (LFP) | Lithium-Eisenphosphat-Akkumulator (LFP) | Lithium-Eisenphosphat-Akkumulator (LFP) | Lithium-Eisenphosphat-Akkumulator (LFP) |         |
| Energieinhalt                         | 30,7 kWh                                | 32,3 kWh                                | 44,9 kWh                                | 44,9 kWh                                | 60,4 kWh                                |         |
| Ladeleistung AC                       | k. A.                                   | k. A.                                   | 7 kW (einphasig)                        | 7 kW (einphasig)                        | 11 kW (dreiphasig)                      |         |
| Ladeleistung DC                       | 40 kW                                   | 40 kW                                   | 65 kW                                   | 65 kW                                   | 88 kW                                   |         |
| Messwerte                             |                                         |                                         |                                         |                                         |                                         |         |
| Höchstgeschwindigkeit                 | 150 km/h                                | 150 km/h                                | 150 km/h                                | 160 km/h                                | 160 km/h                                |         |
| Beschleunigung, 0–100 km/h            | k. A.                                   | 10,5 s                                  | 10,9 s                                  | 7,5 s                                   | 7,0 s                                   |         |
| Energieverbrauch auf 100 km nach WLTP | k. A.                                   | k. A.                                   | 15,2 kWh                                | 15,8 kWh                                | 15,9 kWh                                |         |
| Reichweite nach WLTP                  | k. A.                                   | k. A.                                   | 340 km                                  | 315 km                                  | 427 km                                  |         |

## Verkaufszahlen

### Weltweit
2023 wurde der BYD Dolphin weltweit 354.591 mal verkauft.
|  |

|  |

|  |

|  |

|  |

|  |

|  |

|  |

|  |

|  |

|  |

|  |

|  |

|  |

|  |

|  |

|  |

|  |

|  |

|  |

|  |

|  |

|  |

|  |

|  |

|  |

|  |

|  |

|  |

|  |

|  |

|  |

|  |

|  |

|  |

|  |

|  |

|  |

|  |

|  |

|  |

|  |

|  |

|  |

|  |

|  |

|  |

|  |

|  | Elektro (656.618) |

|  | Elektro (656.618) |

### Deutschland
Seit dem Marktstart bis einschließlich Dezember 2024 sind in der Bundesrepublik Deutschland insgesamt 508 Dolphin neu zugelassen worden.
|  |

|  |

|  |

|  |

|  |

|  |

|  |

|  |

|  |

|  |

|  |

|  |

|  |

|  |

|  |

|  |

|  |

|  |

|  |

|  |

|  |

|  |

|  |

|  |

|  |

|  |

|  |

|  |

|  |

|  |

|  |

|  |

|  | Elektro (508) |

|  | Elektro (508) |

### China
Von August bis Dezember 2021 wurde der Dolphin in der Volksrepublik China 29.598 mal zugelassen. 2022 stieg die Zahl auf über 100.000.

### Brasilien
Der BYD Dolphin wurde im Jahr 2024 in Brasilien 15.201 mal zugelassen.
|  |

|  |

|  |

|  |

|  |

|  |

|  |

|  |

|  |

|  |

|  |

|  |

|  |

|  |

|  |

|  |

|  |

|  |

|  |

|  |

|  |

|  |

|  |

|  |

|  |

|  |

|  |

|  |

|  |

|  |

|  |

|  |

|  | Elektro (22.013) |

|  | Elektro (22.013) |